# Hiéroglyphe égyptien O48
Le téménos rond, en hiéroglyphes égyptiens, est classifié dans la section O « Bâtiments, parties de bâtiments etc. » de la liste de Gardiner ; il y est noté O48.

## Représentation
Il représente le téménos préhistorique de la ville de Nekhen. Les traits à l'intérieur représentent peut-être des murs ou des fossés. Il est translittéré Nḫn.

## Utilisation
| O47 |

| O47 |

| O48 | / | O48 · O49 | / | O48 · n | pr |

| O48 | / | O48 · O49 | / | O48 · n | pr |